# Гусев, Владимир Александрович (генерал)
Владимир Александрович Гусев (26 мая 1903 — 25 марта 1990) — советский военачальник, генерал-майор (13 сентября 1944).

## Биография
Родился 26 мая 1903 года в городе Кисловодске Терской области, Российская империя. Русский.

## Военная служба
В Красной гвардии с октября по декабрь 1918 года. В Красной армии с апреля 1920 года.
Окончил 1-е Московские советские пулеметные курсы (1921), Краснознаменные кавалерийские КУКС РККА в городе Новочеркасск (1934), КУНС по разведке при Разведывательном управлении РККА в Москве (1936), 2 курса заочного факультета Военной академии им. М. В. Фрунзе (1941), заочный факультет этой академии с дипломом (1947).

### Гражданская война
В Гражданскую войну Гусев с октября по декабрь 1918 года состоял рядовым бойцом при Комендантском управлении в городе Кисловодск. В составе отряда повстанцев и Красной гвардии участвовал в обороне города от казачьих частей генерала А. Г. Шкуро. С захватом Кисловодска белыми там же работал рассыльным в частном магазине торговца Кузнецова. С приходом частей Красной армии 16 августа 1920 года добровольно поступил курсантом на 1-е Московские советские пулеметные курсы, по окончании с августа 1921 года командовал пулеметным взводом в 110-м стрелковом полку 37-й стрелковой дивизии. В апреле — мае 1922 года с батальоном 109-го стрелкового полка этой дивизии участвовал в походе против банд «зеленых» по Сальскому округу Донской области.

### Межвоенный период
В послевоенный период продолжал служить в той же 37-й стрелковой дивизии СКВО командиром пулеметного взвода дивизионной школы. С июля 1923 года был начальником пулеметной команды в 6-й Таганрогской кавалерийской школе 6-й Таганрогской бригады, с сентября 1924 года — начальником пулеметной команды и инструктором пулеметного дела в 65-м стрелковом полку. В ноябре 1925 года по рапорту переведен в 90-й Тихорецкий кавалерийский полк 11-й Северо-Кавказской кавалерийской дивизии на должность командира взвода полковой школы. В 1925 году вступил в ВКП(б). С декабря 1929 г. командовал пулеметными эскадронами в 69-, 93- и 76-м кавалерийских полках 12-й кавалерийской дивизии СКВО, с мая 1932 года исполнял должность начальника полковой школы 76-го кавалерийского полка. С ноября 1933 по апрель 1934 года находился на учёбе на Краснознаменных кавалерийских КУКС РККА в г. Новочеркасск, по возвращении назначен начальником 2-й (разведывательной) части штаба 12-й кавалерийской дивизии. С декабря 1935 по декабрь 1936 года проходил подготовку на КУНС по разведке при Разведывательном управлении РККА в Москве, затем вернулся на прежнюю должность. С июля 1937 года был начальником штаба и врид командира 54-го казачьего полка этой же дивизии. В апреле 1938 года переведен начальником штаба в 69-й кавалерийский полк, переименованный в январе 1939 года в 19-й кавалерийский в составе 10-й Терско-Ставропольской казачьей дивизии. 16 января 1941 года назначен для особых поручений при командующем войсками ПриВО. С июня был в той же должности при командующем сформированной а округе Приволжский военный округ 21-й армии.

### Великая Отечественная война
С началом Великой Отечественной войны армия находилась в Группе армий резерва Ставки ГК, затем со 2 июля 1941 года в составе Западного, Центрального, Брянского фронтов участвовала в Смоленском сражении, в боях под Рогачевом и Жлобином. С 6 сентября она была подчинена Юго-Западному фронту и участвовала в Киевской оборонительной операции. В том же месяце подполковник Гусев был переведен в Инспекцию кавалерии Красной армии на должность старшего помощника начальника 3-го отдела. С 9 ноября 1941 года исполнял должность помощника начальника оперативного отдела штаба особой кавалерийской группы Западного фронта, затем 10-го кавалерийского корпуса. В марте 1942 года назначен старшим помощником инспектора кавалерии Красной армии. 15 июня переведен на должность старшего помощника начальника оперативного отделения оперативного отдела штаба 5-й армии Западного фронта. 11 июля 1942 года назначен начальником отделения оперативного отдела штаба 10-й армии, войска которой находились в обороне в районе Кирова. С февраля 1943 года заместитель начальника штаба армии по ВПУ. 4 августа 1943 года он был назначен заместителем командира по строевой части 330-й стрелковой дивизии. С 10 августа её части в составе этой же 10-й армии Западного фронта участвовали в Смоленской, Спас-Деменской и Ельнинско-Дорогобужской наступательных операциях. В ходе последней Гусев 3 сентября был допущен к командованию 326-й стрелковой дивизией и участвовал с ней в Смоленско-Рославльской наступательной операции. Приказом ВГК от 25 сентября 1943 года за отличия в боях при освобождении города Рославль дивизии присвоено наименование «Рославльская». С 26 сентября 1943 года и до да войны Гусев командовал ЗЗО-й стрелковой дивизией. До весны она в составе 10-й армии Западного, Белорусского (с 20 февраля 1944 г.) и 1-го Белорусского (с 24 февраля) фронтов находилась в обороне в районе Скварск — Прилеповка и южнее Чаусы. С 13 апреля 1944 года дивизия вошла в 49-ю армию Западного, а с 23 апреля — 2-го Белорусского фронтов и продолжала удерживать плацдарм по восточному берегу реки Проня в районе Скварск. С 24 июня она перешла в 50-ю армию этого же фронта и участвовала в Белорусской, Могилевской наступательных операциях. За отличия в боях при форсировании рек Проня и Днепр, прорыв сильно укрепленной обороны немцев и овладение городами Могилев, Шклов, Быхов она была награждена орденом Красного Знамени (10.7.1944), и ей присвоено наименование «Могилевская». 4 июля 1944 года командиром 121-го стрелкового корпуса генерал-майором Смирновым, полковник Гусев был представлен к званию Героя Советского Союза. Данное представление поддержал командующий 50-й армии генерал-лейтенант Болдин, но Военный Совет 2-го Белорусского фронта генерал-полковник Захаров и генерал-лейтенант Мехлис не согласились с этим решением и понизили награду до ордена Кутузова II степени.
Продолжая наступление, её части принимали участие в Минской, Вильнюсской, Белостокской и Осовецкой наступательных операциях, затем перешли к обороне восточнее крепости Осовец. В январе 1945 года дивизия была переброшена в район 35 км севернее Бромберг и вела бои по уничтожению остатков торнской группировки немцев, участвуя в Восточно-Прусской, Млавско-Эльбингской наступательных операциях. С 5 февраля она вошла в 70-ю армию этого же фронта и приняла участие в Восточно-Померанской наступательной операции, в овладении городе Хойнице. С 14 марта дивизия перешла в 49-ю армию и вела бои на подступах к городу Данциг и непосредственно в городе (освобожден 30 марта). С 5 по 13 апреля она совершила марш в район Штаргард и с 20 апреля приняла участие в Берлинской операции. За овладение городами Штеттин, Гартц, Пенкун, Казеков, Шведт награждена орденом Суворова 2-й ст. (4.6.1945).

### После войны
После войны с 4 июля 1945 года генерал-майор Гусев был начальником Управления окружной военной комендатуры Магдебургского округа, с 6 февраля 1946 года исполнял должность для поручений при Главноначальствующем СВАГ. В декабре 1946 года назначен заместителем командира 18-й механизированной Таганрогской Краснознаменной ордена Суворова дивизии ГСОВГ, с 29 марта 1949 года командовал 7-м гвардейским кадровым механизированным полком 4-й отдельной гвардейской танковой дивизии. В декабре 1950 года переведен в 13-ю армию Прикарпатского военного округа командиром 10-й гвардейской механизированной дивизии (управление дивизии в г. Ровно). С марта 1955 по январь 1956 года находился в командировке в должности старшего военного советника командующего и начальника штаба армии Корейской народной армии. По возвращении в СССР в феврале 1956 года назначен начальником военной кафедры Новочеркасского зооветеринарного института. 27 февраля 1960 года уволен в запас.
Умер 25 марта 1990 года. Похоронен в Новочеркасске.

## Награды
СССР
- орден Ленина (06.11.1945)[5]
- три ордена Красного Знамени (03.11.1944[5], 14.05.1945,[6][7], 15.11.1950[5])
- орден Суворова II степени (28.09.1943)[8]
- орден Кутузова II степени (21.07.1944)
- Богдана Хмельницкого II степени (29.05.1945)[9][10]
- орден Отечественной войны I степени (06.04.1985)
  - Медали СССР:
- Медаль «За отвагу» (30.10.1942)[11][12]
  - «XX лет Рабоче-Крестьянской Красной Армии»
  - «За оборону Москвы»
  - «За оборону Киева»
  - «За Победу над Германией в Великой Отечественной войне 1941—1945 гг.»
  - «За взятие Кёнигсберга» (1945)
  - «Ветеран Вооружённых Сил СССР»
- знак «50 лет пребывания в КПСС»

Приказы (благодарности) Верховного Главнокомандующего, в которых отмечен В. А. Гусев.
- За форсирование реки Днепр и овладение важным узлом коммуникаций и мощным опорным пунктом обороны немцев на могилевском направлении — городом Рославль. 25 сентября 1943 года № 25
- За форсирование реки Проня западнее города Мстиславль. 25 июня 1944 года № 117
- За форсирование реки Днепр и овладении городами Могилев, Шклов и Быхов. 28 июня 1944 года № 122
- За овладение городами Хойнице (Конитц) и Тухоля (Тухель) — крупными узлами коммуникаций и сильными опорными пунктами обороны немцев в западной части Польши. 15 февраля 1945 года. № 280
- За овладение на территории Померании городами Шлохау, Штегерс, Хаммерштайн, Бальденберг, Бублид — важными узлами коммуникаций и сильными опорными пунктами обороны немцев. 27 февраля 1945 года. № 285
- За овладение городами Руммельсбург и Поллнов — важными узлами коммуникаций и сильными опорными пунктами обороны немцев в Померании. 3 марта 1945 года. № 287
- За овладение городами Бытув (Бютов) и Косьцежина (Берент) — важными узлами железных и шоссейных дорог и сильными опорными пунктами обороны немцев на путях к Данцигу. 8 марта 1945 года. № 296
- За овладение городом и крепостью Гданьск (Данциг) — важнейшим портом и первоклассной военно-морской базой немцев на Балтийском море. 30 марта 1945 года. № 319.
- За овладение главным городом Померании и крупным морским портом Штеттин и городами Гартц, Пенкун, Казеков, Шведт. 26 апреля 1945 года. № 344
- За овладение городами Пренцлау, Ангермюнде — важными опорными пунктами обороны немцев в Западной Померании. 27 апреля 1945 года. № 348
- За овладение городами Эггезин, Торгелов, Пазевальк, Штрасбург, Темплин — важными опорными пунктами обороны немцев в Западной Померании. 28 апреля 1945 года. № 350
- За овладение городами и важными узлами дорог Анклам, Фридланд, Нойбранденбург, Лихен и вступили на территорию провинции Мекленбург. 29 апреля 1945 года. № 351
- За овладение городами Грайфсвальд, Трептов, Нойштрелитц, Фюрстенберг, Гранзее — важными узлами дорог в северо-западной части Померании и в Мекленбурге. 30 апреля 1945 года. № 352
- За овладение городами Штральзунд, Гриммен, Деммин, Мальхин, Варен, Везенберг — важными узлами дорог и сильными опорными пунктами обороны немцев. 1 мая 1945 года. № 354
- За овладение городами Барт, Бад-Доберан, Нойбуков, Варин, Виттенберге и за соединение на линии Висмар — Виттенберге с союзными нам английскими войсками. 3 мая 1945 года. № 360

Иностранные награды
- Орден «Крест Грюнвальда» II степени (Польша)
- Орден «Крест Грюнвальда» III степени (Польша)
- Медаль «За Одру, Нису и Балтику» (Польша)